# Dompierre-sur-Helpe
Dompierre-sur-Helpe és un municipi francès, situat a la regió dels Alts de França, al departament del Nord. L'any 2006 tenia 966 habitants. Es troba a 90 km de Lilla o Bruxelles, a 40 km de Valenciennes, Mons (B) i a 7 km d'Avesnes-sur-Helpe

## Demografia
| 1962                                       | 1968 | 1975  | 1982  | 1990  | 1999  |
| ------------------------------------------ | ---- | ----- | ----- | ----- | ----- |
| 916                                        | 958  | 1.152 | 1.177 | 1.157 | 1.036 |
| Des de 1962: població sense dobles comptes |      |       |       |       |       |

## Administració
| Període   | Identitat          | Partit |
| --------- | ------------------ | ------ |
| 2001-2008 | Daniel Dursent     | PS     |
| 2008-     | Jean-Pierre Libert |        |

## Galeria d'imatges

Monuments als caiguts
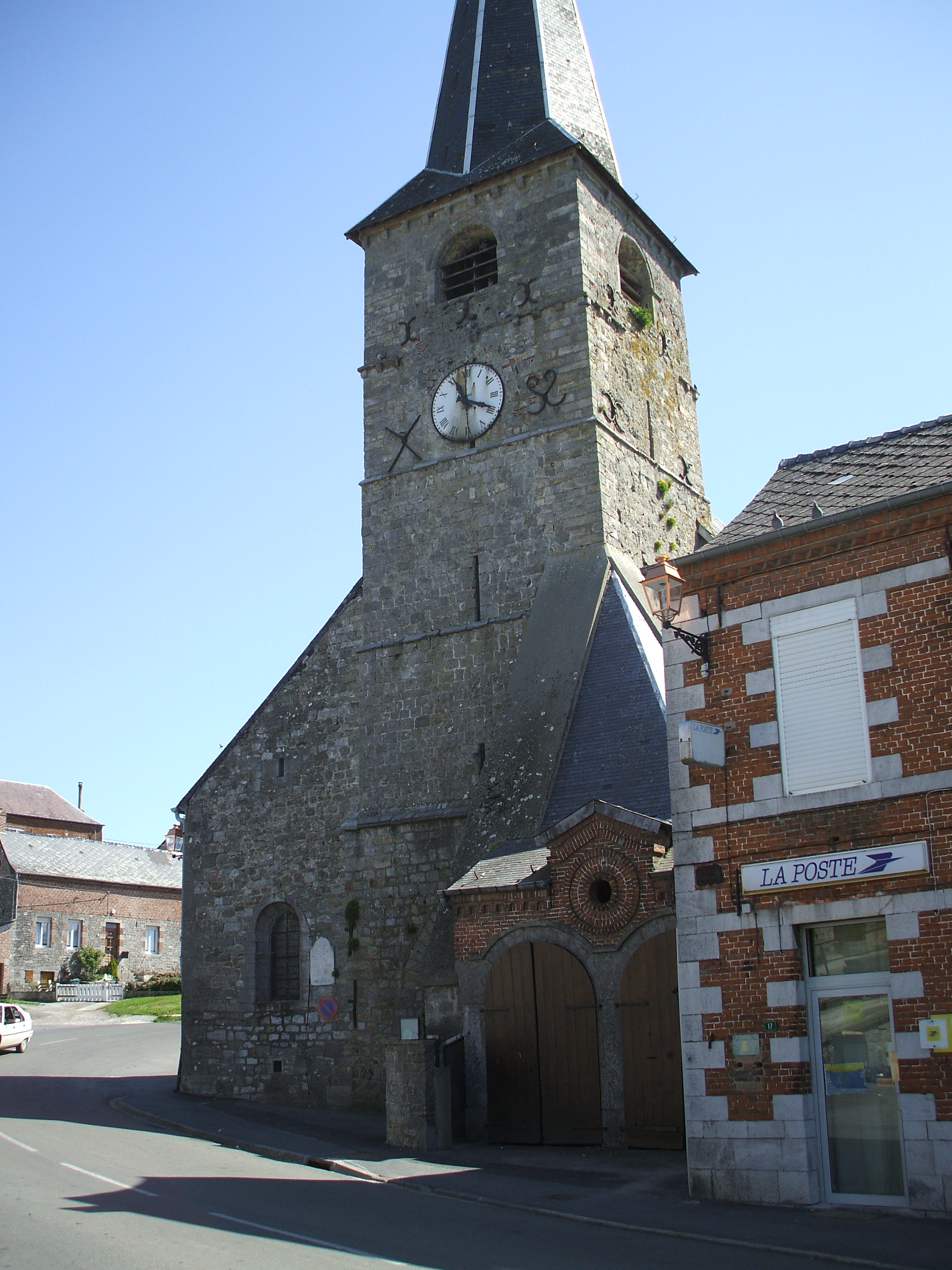
Església
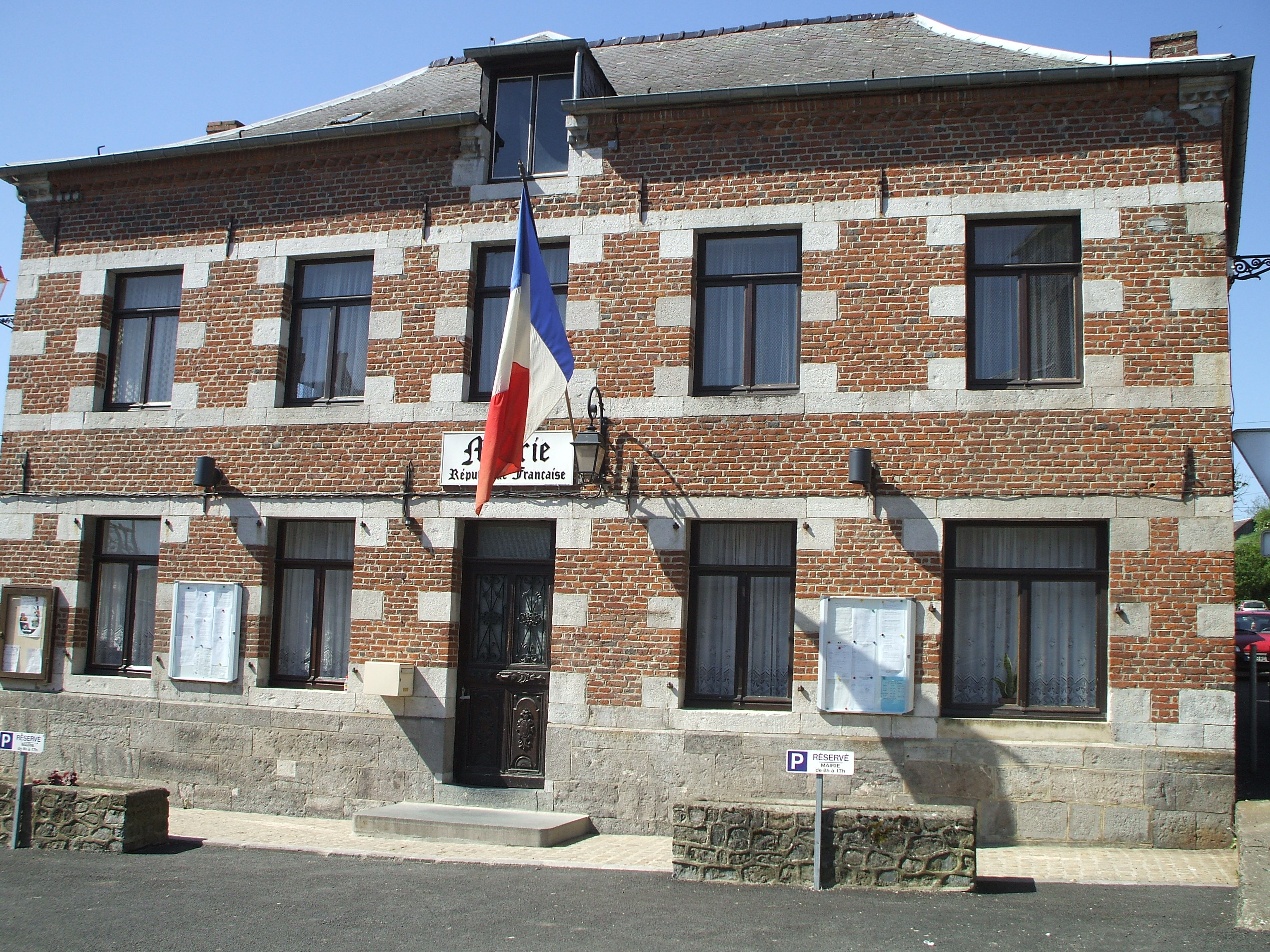
Alcaldia